# Eston Mulenga
Eston Mulenga (né le 7 août 1967 en Zambie et mort le 27 avril 1993 dans l'océan Atlantique au large des côtes du Gabon lors d'un accident d'avion) est un footballeur international zambien, qui évoluait au poste de milieu de terrain.

## Biographie

### Carrière en club
Avec l'équipe de Nkana, il remporte trois championnats de Zambie, et joue une finale de Coupe d'Afrique des clubs champions, perdue face à la JS Kabylie.

### Carrière en sélection
Avec l'équipe de Zambie, il joue entre 1986 et 1993. 
Il figure dans le groupe des sélectionnés lors des Coupes d'Afrique des nations de 1990 et de 1992. La sélection zambienne se classe troisième de la compétition en 1990.
Il participe également aux Jeux olympiques d'été de 1988 organisés en Corée du Sud. Lors du tournoi olympique, il dispute un match face au Guatemala.
Il joue enfin 11 matchs comptant pour les tours préliminaires de la coupe du monde, lors des éditions 1990 et 1994.

## Palmarès
Nkana
| - Championnat de Zambie (3) : - Champion : 1990, 1992 et 1993. - Coupe de Zambie (3) : - Vainqueur : 1991, 1992 et 1993. |  | - Coupe des clubs champions : - Finaliste : 1990. |